# Чемпионат мира по фехтованию 1926
Чемпионат мира по фехтованию в 1926 году проходил в Будапеште (Венгрия, соревнования на рапирах и саблях) и Остенде (Бельгия, соревнования на шпагах); на момент проведения он считался европейским турниром, а статус чемпионата мира ему был присвоен задним числом в 1937 году.

## Общий медальный зачёт
| Место | Страна  | Золото | Серебро | Бронза | Всего |
| ----- | ------- | ------ | ------- | ------ | ----- |
| 1     | Венгрия | 1      | 2       | 0      | 3     |
| 2     | Италия  | 1      | 0       | 2      | 3     |
| 3     | Франция | 1      | 0       | 0      | 1     |
| 4     | Бельгия | 0      | 1       | 1      | 2     |
| Всего | Всего   | 3      | 3       | 3      | 9     |

## Медалисты
| Дисциплина               | Золото           | Серебро            | Бронза       |
| ------------------------ | ---------------- | ------------------ | ------------ |
| Шпага Личное первенство  | Жорж Тентюрье    | Фернан де Монтиньи | Леон Том     |
| Рапира Личное первенство | Джорджо Кьяваччи | Ласло Берти        | Уго Пиньотти |
| Сабля Личное первенство  | Шандор Гомбош    | Аттила Печауэр     | Бино Бини    |